# Wilmer Loaiza
Wilmer Wilfredo Loaiza Carrillo – wenezuelski zapaśnik w stylu klasycznym. Zdobył srebrny medal na igrzyskach Ameryki Płd. w 2006 roku.